# Expédition d'Amorium
Vous lisez un « bon article » labellisé en 2012.
Guerres arabo-byzantines
Batailles
- Mu'tah (629)
- Ajnadayn (634)
- Damas (634)
- Fahl (635)
- Yarmouk (636)
- Jérusalem (636-637)

- Héliopolis (640)
- Nikiou (646)

- Sufétula (647)
- Tahouda (683)
- Mammès (688)
- Carthage (698)
- Oued Nini (698)

- 1re Constantinople (674-678)
- Sébastopolis (692)
- Tyane (~708)
- 2e Constantinople (717-718)
- Andrinople (718)
- Nicée (727)
- Akroinon (740)

- Kamacha (766)
- Invasion de l'Asie Mineure (782)
- Kopidnadon (788)
- Krasos (804)
- Invasion de l'Asie Mineure (806)
- Anzen (838)
- Amorium (838)
- Mauropotamos (844)
- Poson (863)
- Bathys Ryax (872 ou 878)

- Syracuse (877-878)
- Stelai ou 1re Milazzo (880)
- 2e Milazzo (888)
- Taormine (902)
- Garigliano (915)
- Détroit (965)
- Georges Maniakès en Sicile (1038-1040)

- Phœnix de Lycie (655)
- Keramaia (746)
- Conquête musulmane de la Crête (années 820)
- Damiette (853)
- Raguse (866-868)
- Kardia (~872-873)
- Golfe de Corinthe (~873)
- Céphalonie (880)
- Chalcis (~883)
- Thessalonique (904)

- Portes ciliciennes (878)
- Campagnes de Jean Kourkouas (926-944)
- Marach (953)
- Raban (958)
- Andrassos (960)
- Campagnes de Nicéphore II Phocas (956-969)
- Chandax (960-961)
- Alexandrette (971)
- Campagnes de Jean Tzimiskès (~950-975)
- Gués de l'Oronte (994)
- Alep (994-995)
- Apamée (998)
- Campagnes de Basile II (979-999)
- Azâz (1030)

L'expédition d’Amorium est une campagne militaire menée par le califat abbasside contre l'Empire byzantin à l'été 838, et l’un des évènements majeurs dans la longue histoire des guerres arabo-byzantines. Elle est dirigée par le calife Al-Mu'tasim en personne en représailles à une expédition byzantine conduite par l’empereur Théophile dans les régions frontalières abbassides l’année précédente. Mu'tasim vise la ville d’Amorium, une cité byzantine d’Anatolie occidentale qui est le berceau de la dynastie régnante mais aussi l’une des plus importantes villes byzantines de l’époque. Le calife rassemble une armée exceptionnellement grande qu’il divise en deux parties : la première pénètre profondément dans l’Asie Mineure byzantine tandis que la seconde, située au nord, défait les troupes conduites par Théophile à Anzen. Les troupes abbassides convergent ensuite vers la ville d’Ancyre abandonnée par les Byzantins. Après avoir pillé la ville, elles se dirigent vers le sud, en direction d’Amorium qu’elles atteignent le 1er août. Théophile, qui fait face à des intrigues de cour à Constantinople et à la révolte de l’important contingent khurramite de son armée, ne peut intervenir.
Amorium est puissamment fortifiée et possède une garnison importante. Toutefois, un traître révèle aux Arabes un point faible dans la muraille, où les assiégeants concentrent leurs attaques jusqu’à dégager une brèche. Au cours d'une tentative de négociation, les Byzantins, incapables de percer les lignes adverses, retirent imprudemment leurs troupes du secteur de la brèche, ce qui permet aux Arabes d'entrer dans la ville et de s'en emparer. La plupart de ses habitants sont massacrés et les autres sont réduits en esclavage. Amorium est complètement détruite et ne parvient pas, par la suite, à retrouver sa prospérité d’antan. La majorité des survivants sont finalement relâchés après une trêve signée en 841 mais plusieurs personnalités importantes sont conduites à Samarra et exécutées dans les années suivantes après avoir refusé de se convertir à l’islam. Ils sont dès lors désignés comme les « 42 martyrs d’Amorium ».
La conquête d’Amorium n’est pas seulement un désastre militaire majeur et un échec personnel pour Théophile, incapable de défendre sa ville natale : c’est aussi un traumatisme pour les Byzantins qui résonne encore dans la littérature bien des années plus tard. Pour autant, le sac d’Amorium ne modifie guère l’équilibre des forces qui bascule peu à peu en faveur des Byzantins. Toutefois, il discrédite fortement la doctrine de l’iconoclasme, ardemment soutenue par Théophile. En effet, l’iconoclasme appuie largement sa légitimité sur les succès militaires de ses partisans. De ce point de vue, la chute d’Amorium contribue à son abandon peu après la mort de Théophile en 842.

## Contexte
Pour des articles plus généraux, voir Guerres arabo-byzantines et Période iconoclaste de l'histoire byzantine.

### Un sursaut byzantin

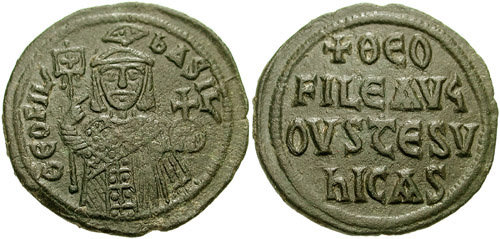
Follis d'un nouveau type frappé en grande quantité en hommage aux victoires de Théophile contre les Arabes à partir de 835. Sur l'avers, il est représenté en habits triomphaux, portant la toupha.

Quand le jeune empereur Théophile accède au trône en 829, les Byzantins et les Arabes sont en guerre de façon quasi-continuelle depuis presque deux siècles. Théophile est un homme ambitieux et un fervent défenseur de l'iconoclasme, une doctrine qui interdit de reproduire des figures divines et de vénérer des icônes. Il cherche à renforcer son régime et à soutenir sa politique religieuse par des succès militaires contre les Abbassides, le principal adversaire de l'empire. Dans le même temps, les attaques arabes contre l'Orient byzantin ne faiblissent pas. Ainsi, lors de son règne, le calife Al-Ma’mūn lance plusieurs raids de grande envergure. Il progresse aussi en Sicile où les musulmans s'établissent de plus en plus solidement.
Confronté à des complots iconophiles, Théophile rétablit, en juin 833, la politique d'élimination des iconophiles et de toute autre personne considérée comme hérétique, ce qui entraîne notamment des arrestations de masse et des exils, des tabassages et des confiscations de propriété. Aux yeux des Byzantins, Dieu semble récompenser cette décision. En effet, Al-Ma'mun décède alors qu'une nouvelle invasion de l'Asie Mineure byzantine, qui devait être la première étape vers une conquête de Constantinople, venait d'être lancée. Son frère et successeur Al-Mu'tasim peine à imposer son autorité, du fait notamment de la rébellion de la secte religieuse de la Khurramiya dirigée par Babak Khorramdin. Théophile en profite pour remporter quelques victoires et renforcer son armée avec l'arrivée de 14 000 partisans de la Khurramiya conduits par Nasr (ce dernier, tout comme ses hommes, se convertit au christianisme et prend le nom de Théophobos). Si les succès de l'empereur ne sont guère spectaculaires, ils interviennent après deux décennies de défaites et de guerres civiles sous des empereurs iconophiles. Théophile utilise donc ses succès pour démontrer la justesse de sa politique religieuse, manifeste puisqu'il dispose visiblement de la protection divine, et pour associer sa personne à la mémoire de l'empereur iconoclaste Constantin V et ses victoires. C'est dans cet esprit qu'il introduit de nouveaux folles frappés en grand nombre et sur lesquels il est dépeint sous la forme classique de l'empereur romain victorieux,.

### L'élément déclencheur: la campagne byzantine de 837

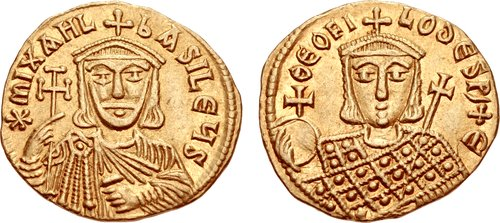
Solidus en or représentant Michel II et son fils Théophile, les deux premiers représentants de la dynastie amorienne originaire d'Amorium.

En 837, Théophile décide, sur l'exhortation de Babak soumis à une forte pression, de profiter du fait que les Abbassides sont occupés par la répression de la révolte khurramite pour mener une grande campagne contre les émirats arabes frontaliers et soutenir, par la même occasion, les Khurramites. Il rassemble une grande armée comptant entre 70 000 et 100 000 hommes selon al-Tabari. Elle envahit le territoire arabe dans les alentours du haut Euphrate et ne rencontre presque aucune résistance. Les Byzantins prennent les villes de Sozopetra et d'Arsamosate et pillent les campagnes. Ils soutirent d'importantes rançons de la part de villes auxquelles ils promettent en échange de ne pas les attaquer. Enfin, ils défont plusieurs petites armées arabes. Alors que Théophile revient en territoire byzantin célébrer son triomphe et être acclamé au sein de l'Hippodrome de Constantinople comme « champion incomparable », les réfugiés de Sozopetra commencent à arriver à Samarra, la capitale d'al-Mu'tasim. La cour du calife est choquée par la brutalité et la hardiesse des raids. En plus d'avoir agi en collaboration avec les rebelles khurramites, les Byzantins ont, au cours du sac de Sozopetra (qui serait selon certaines sources le lieu de naissance du calife), tué tous les prisonniers masculins et vendu les autres comme esclaves tandis que certaines prisonnières ont été violées par les Khurramites au service de Théophile,,.
Pour pouvoir mener campagne contre les Byzantins, le calife règle d'abord la question khurramite. En effet, l'expédition de Théophile n'a pas suffisamment déstabilisé les Abbassides pour empêcher le général Afchin, à la fin de l'année 837, de chasser de leurs forteresses montagneuses Babak et ses compagnons : ce dernier s'enfuit en Arménie mais il est trahi, livré aux Abbassides et finit par mourir sous la torture. Une fois ce front réduit, Mu'tasim rassemble une importante armée à Tarse. Selon la source la plus fiable, celle de Michel le Syrien, elle compte 80 000 hommes dont 30 000 serviteurs ainsi que 70 000 animaux. D'autres historiens citent des chiffres plus importants. Ainsi, Al-Masudi parle de 200 000 à 500 000 personnes,,. À la différence des campagnes plus anciennes qui se contentaient d'attaquer les forts de la région frontalière, cette expédition a pour objectif de s'enfoncer profondément en Asie Mineure pour atteindre Ancyre et Amorium. C'est cette dernière qui est la principale cible, comme en témoigne le fait que le calife ait pu faire inscrire le nom de la cité sur les bannières et les boucliers de ses soldats. La ville est la capitale du puissant thème des Anatoliques et se situe sur une position stratégique. À l'ouest du plateau anatolien, elle contrôle la principale route méridionale empruntée par les invasions arabes. Elle est aussi le lieu de naissance de Michel II l'Amorien, le père de Théophile, et ce dernier pourrait aussi y être né,. Du fait de son importance stratégique, Amorium avait souvent été la cible des attaques arabes des VIIe et VIIIe siècles, et Al-Ma'mun, le prédécesseur d'Al-Mutasim, avait prévu de l'attaquer avant de mourir en 833,.

## Première phase de la campagne

Carte des raids arabes et byzantins en 837-838 (la ville de Dorylaion correspond à la cité de Dorylée).

### Positionnement des armées
Le calife divise ses forces en deux parties : 30 000 hommes dirigés par le général Afchin sont envoyés pour rejoindre les forces de l'émir Omar al-Aqta et envahir le thème des Arméniaques, au nord-est. Dans le même temps, l'armée principale dirigée par le calife en personne doit envahir la Cappadoce en passant par les Portes ciliciennes. Une partie de l'armée du calife est détachée pour servir d'avant-garde, sous le commandement du général Ashinas avec Itakh dirigeant l'aile droite, Ja'far ibn Dinar al-Khayyat dirigeant l'aile gauche et 'Ujayf ibn 'Anbasa le centre. il est prévu que les deux forces se rejoignent à Ancyre avant de marcher ensemble sur Amorium,.
Du côté byzantin, Théophile est très tôt mis au courant des intentions du calife et quitte Constantinople au début du mois de juin. Son armée inclut des hommes des Anatoliques et peut-être des thèmes européens. Les régiments d'élite de la tagmata ainsi que les Khurramites sont aussi présents. Les Byzantins s'attendent à ce que l'armée arabe, après avoir franchi les Portes ciliciennes, avance vers le nord et Ancyre pour se diriger ensuite vers le sud et Amorium. Bien que les généraux byzantins conseillent l'évacuation de cette dernière ville, Théophile décide de renforcer la garnison avec l'adjonction d'hommes de la tagmata des Excubites et de la Vigla ainsi que d'Aétios, le stratège des Anatoliques,,. Avec le reste de son armée, Théophile se met en route pour s'interposer entre les Portes ciliciennes et Ancyre. Il campe sur la rive nord du fleuve Halys, près de l'un de ses affluents majeurs.
Ashinas traverse les Portes ciliciennes le 19 juin et le calife et l'armée principale font de même deux jours plus tard. L'armée arabe avance lentement et avec précaution. Craignant une embuscade et apprenant les préparatifs de l'empereur, Mu'tasim interdit à Ashinas de pénétrer trop profondément en Cappadoce. Le général arabe envoie plusieurs détachements d'éclaireurs faire des prisonniers et il apprend d'eux la présence de Théophile près de la rivière Halys, où il attend l'arrivée des Arabes pour déclencher la bataille,.

### La défaite byzantine d'Anzen et ses conséquences

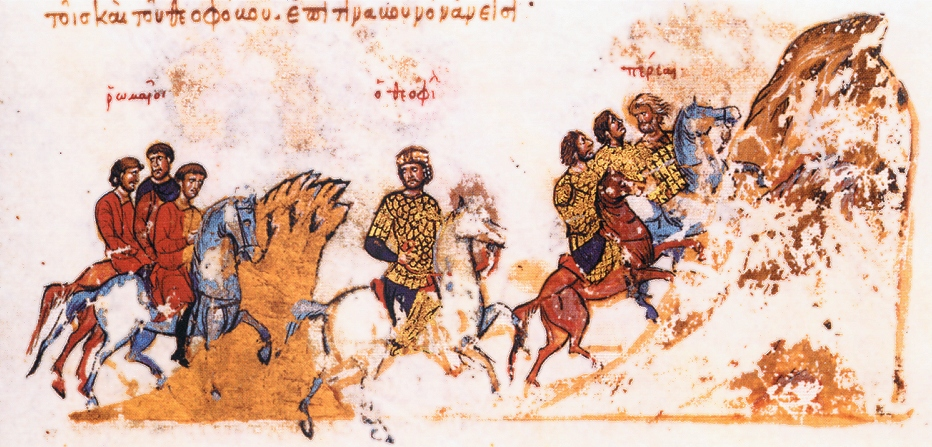
La fuite de Théophile à la suite de la bataille d'Anzen. Illustration issue du manuscrit Skylitzès.

Théophile apprend l'arrivée par l'est de l'armée secondaire arabe dirigée par Afchin, armée qui comprend 30 000 hommes vers mi-juillet. Il décide alors de se porter, avec 40 000 hommes (soit plus de la moitié de son armée), à la rencontre la petite force arabe. Il laisse l'autre moitié de ses troupes sous la direction d'un proche avec pour mission d'empêcher toute traversée du fleuve. Apprenant le départ de Théophile, le calife essaie de prévenir Afchin mais l'empereur byzantin est plus rapide et rencontre l'armée arabe lors de la bataille d'Anzen, dans la plaine de Dazimon le 22 juillet. Si les Byzantins dominent les premiers affrontements, ils sont cependant bientôt vaincus et dispersés. Théophile et sa garde sont cernés et ne parviennent que de justesse à briser l'encerclement pour s'enfuir.
Théophile regroupe rapidement ses forces et envoie le général Théodore Kratéros à Ancyre. Celui-ci trouve la cité complètement déserte et reçoit l'ordre de renforcer la garnison d'Amorium à la place. Quant à Théophile, il est contraint de revenir à Constantinople. En effet, des survivants de la bataille d'Anzen ont atteint Constantinople et propagent une rumeur selon laquelle l'empereur serait mort au combat. Cela entraîne la naissance de conspirations pour élever un nouvel empereur sur le trône. Au même moment, les Khurramites regroupés autour de Sinope se révoltent et déclarent leur chef Théophobos empereur même si celui-ci est réticent. Heureusement pour l'empire, Théophobos maintient une attitude neutre et ne fait aucun geste pour affronter Théophile ou rejoindre Mu'tasim,. L'avant-garde du calife dirigée par Ashinas atteint Ancyre le 26 juillet. Les habitants qui ont trouvé refuge dans les mines environnantes sont découverts et faits prisonniers après un bref combat contre le détachement arabe dirigé par Malik ibn Kaydar al-Safadi. Ce dernier leur permet de repartir libre après avoir appris de leur part la victoire d'Afchin à Anzen. Les deux autres forces arabes atteignent Ancyre lors des jours suivants et après avoir pillé la cité déserte, l'ensemble de l'armée se tourne vers le sud et Amorium,,.

## Siège et chute d'Amorium
L'armée arabe est divisée en trois corps. Ashinas dirige le corps situé à l'avant, le calife celui du milieu et Afchin dirige l'arrière-garde. Au cours de leur progression, ils pillent les campagnes et arrivent devant Amorium sept jours après leur départ d'Ancyre. Le siège de la cité commence le 1er août. Dans le même temps, Théophile est inquiet à l'idée de ne pouvoir empêcher la chute d'Amorium et quitte Constantinople pour Dorylée. De là, il envoie une ambassade à Mu'tasim. Celle-ci arrive peu avant ou lors des premiers jours du siège. Les ambassadeurs assurent au calife que les massacres à Sozopetra ont été exécutés en contradiction avec les ordres de l'empereur. Ils promettent aussi que les Byzantins aideront à la reconstruction de la ville, que les prisonniers arabes seront libérés et acceptent le paiement d'un tribut. Toutefois, le calife refuse de négocier et contraint les ambassadeurs à rester dans son camp pour observer le siège de la ville,,.
Les fortifications de la ville sont solides et sont constituées d'un mince rempart protégé par 44 tours et une large douve. Le calife confie à chacun de ses généraux une portion du mur adverse. Les assiégés et les assiégeants disposent d'un grand nombre d'engins de siège et s'échangent des projectiles enflammés durant plusieurs jours, tandis que les Arabes tentent de saper les fondations des murailles. Toutefois, selon les récits arabes, un prisonnier arabe converti au christianisme revient dans le camp du calife et l'informe qu'une partie du rempart a été sévèrement endommagée par de fortes chutes de pluie et que sa réparation a été sommaire du fait de la négligence du commandant de la cité. Les Arabes décident alors de concentrer leurs tirs sur cette section de la muraille et, après deux jours de bombardement, parviennent à ouvrir une brèche,. Les Byzantins la défendent mais se rendent rapidement compte que leur situation est désespérée. Aetios décide de tenter une percée de nuit pour rejoindre Théophile. Cependant, le plan est abandonné après l'interception de ses messages à l'empereur par les Arabes. Ces derniers renforcent leur vigilance pour empêcher toute sortie et intensifient leurs assauts.
Les Arabes se mettent alors à lancer des attaques répétées contre la brèche mais les défenseurs tiennent bon. Selon al-Tabari, dans un premier temps, les catapultes manipulées par quatre hommes chacune sont placées sur des plates-formes mobiles et des tours mobiles comprenant dix hommes chacune sont construites et avancées jusque devant le fossé, qui est peu à peu comblé avec des peaux de mouton (venant des animaux amenés par les Arabes pour se nourrir durant le siège) et de la terre. Toutefois, le résultat est peu concluant car les soldats craignent les tirs des catapultes byzantines et Mu'tasim doit ordonner que de la terre soit jetée sur les peaux de mouton pour aplanir la surface jusqu'à la base du mur. Une tour est poussée sur le fossé comblé mais est bloquée au milieu de celui-ci et elle doit, avec les autres engins de siège, être laissée sur place avant d'être brûlée,. Une autre attaque dirigée par Ashinas le jour suivant échoue du fait de l'étroitesse de la brèche et Mu'tasim finit par ordonner l'envoi de plus de catapultes pour l'élargir. Le lendemain, Afchin et ses troupes visent de nouveau la brèche, tout comme Itakh le surlendemain.
Les Byzantins sont progressivement usés par ces attaques successives et après quinze jours de siège (la date varie selon les historiens modernes et est soit le 12, le 13 ou le 15 août), Aetios envoie une ambassade dirigée par l'évêque de la ville ; il offre sa reddition en échange de la possibilité pour les habitants et la garnison de quitter la ville. Mutasim refuse mais Boiditzès, le commandant byzantin responsable de la section de muraille détruite, décide de conduire des négociations directes avec le calife avec la probable intention de trahir Aetios. Il se rend dans le camp abbasside et laisse comme ordre à ses hommes de se retirer jusqu'à son retour. Pendant que Boiditzès parlemente, les Arabes se rapprochent de la brèche. Une fois le signal de l'attaque transmis, ils lancent l'assaut et pénètrent dans la ville. Pris par surprise, les Byzantins n'opposent qu'une résistance sporadique. Quelques soldats se barricadent dans un monastère où ils sont brûlés par les Arabes, tandis qu'Aetios et ses officiers trouvent refuge dans une tour avant d'être contraints à la reddition.
La cité est complètement mise à sac. La chronique byzantine de Théophane continué cite le chiffre de 70 000 morts et Al-Mas'udi celui de 30 000. Le butin du pillage ainsi que les habitants survivants sont répartis. La plupart sont donnés à l'armée en tant qu'esclaves, tandis que les dirigeants civils et militaires de la ville sont laissés à la disposition du calife. Après avoir permis au représentant de Théophile de rejoindre ce dernier pour l'informer de la chute d'Amorium, Mu'tasim brûle la cité dont seuls les remparts restent relativement intacts,.

## Suites et conséquences de la prise d'Amorium

### Négociations postérieures à la bataille

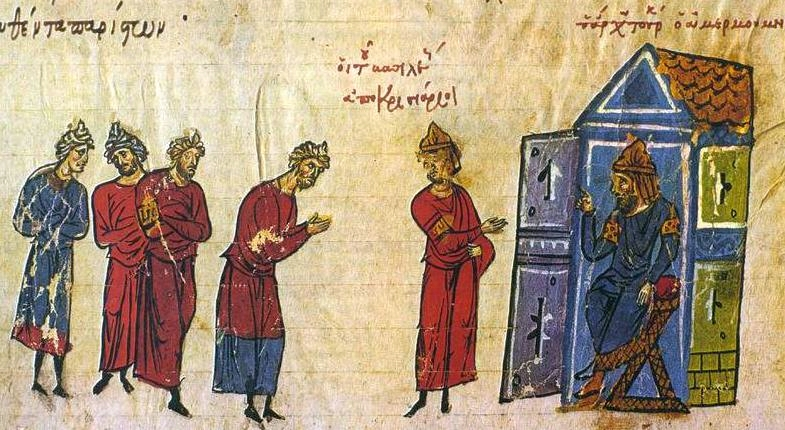
L'ambassade de Basile à al-Mu'tasim (assis) après la chute d'Amorium. Miniature issue du manuscrit Skylitzès de Madrid.

Peu après le sac de la ville, Théophile envoie une seconde ambassade menée par le tourmarque de Charsianon Basile apportant des cadeaux et une lettre apologétique au calife. Elle offre aussi le paiement d'une rançon de 6 500 kilos d'or et la libération de tous les prisonniers arabes en échange de la libération des prisonniers byzantins de haut-rang. Mu'tasim exige en réponse la livraison de Théophobos et du domestique des Scholes Manuel l'Arménien, qui ont quitté le service des Arabes depuis plusieurs années. L'ambassadeur byzantin refuse d'accéder à sa requête et ne le pouvait pas car Théophobos est en pleine révolte et Manuel pourrait avoir été tué. À la place, Basile remet une deuxième lettre plus menaçante de Théophile qui provoque la colère de Mu'tasim, qui préfère renvoyer les cadeaux de l'empereur.
Parmi les prisonniers byzantins, le stratège Aetios est exécuté peu après le siège, peut-être en représailles à la deuxième lettre de Théophile comme le suggère l'historien Warren Treadgold. La plupart des autres captifs sont échangés avec des prisonniers arabes en accord avec la trêve de 841, mais les officiers et autres personnalités importantes ne sont pas concernés. Après des années de captivité sans espoir de rançon, ils sont contraints de se convertir à l'islam. Ceux qui refusent sont exécutés à Samarra le 6 mars 845 et sont célébrés comme les 42 Martyrs d'Amorium par l'Église orthodoxe,. Plusieurs histoires apparaissent autour de Boiditzès et de sa trahison. Selon la légende des 42 Martyrs, il se convertit à l'islam mais est aussi exécuté par le calife aux côtés des autres captifs. Toutefois, contrairement aux autres corps qui auraient flotté miraculeusement sur le Tigre, le sien coule.

### Une victoire abbasside sans grande conséquence militaire
L'activité diplomatique de Théophile s'oriente aussi vers la recherche d'alliés potentiels contre la menace abbasside. Il envoie des ambassades à l'empereur Louis le Pieux et à la cour d'Abd ar-Rahman II, l'émir de Cordoue. Les ambassadeurs byzantins sont reçus avec honneur mais aucune aide concrète n'en ressort,. L'échec diplomatique n'est cependant pas de grande conséquence, dans la mesure où il apparaît rapidement qu'Al-Mu'tasim ne peut exploiter à plein son succès militaire. En effet, peu après la prise de la ville, le calife apprend qu'une rébellion dirigée par son neveu, Al-Abbas ibn al-Ma'mun, embrase son empire. Mu'tasim est dès lors contraint de mettre fin à sa campagne et de rejoindre rapidement le califat. Les forteresses de la région d'Amorium sont laissées intactes et l'armée de Théophile, basée à Dorylée, n'est pas attaquée. L'armée califale et son cortège de prisonniers prend la route menant directement d'Amorium aux Portes ciliciennes. Elle souffre de lourdes pertes lors de sa marche forcée au travers des régions arides de l'Anatolie centrale. De nombreux captifs parviennent à s'échapper tandis que 6 000 sont exécutés sur ordre du calife,.
La guerre qui se poursuit dans les années suivantes entre les deux empires n'est que de peu d'ampleur, à coups de raids et de contre-raids. Après quelques succès byzantins, une trêve et un échange de prisonniers (excluant les captifs de haut rang originaires d'Amorium) sont décidés en 841. Au moment de la mort d'Al-Mu'tasim en 842, ce dernier préparait une autre invasion de grande ampleur, mais la grande flotte qu'il avait préparée pour attaquer Constantinople est détruite dans une tempête au large du cap Chélidonia quelques mois plus tard.
En définitive, si en elle-même l'expédition d'Amorium est l'un des évènements les plus dévastateurs de la longue histoire des raids arabes en Anatolie, son impact militaire sur l'Empire byzantin est limité. En dehors de la garnison et de la population de la ville, l'armée de campagne byzantine à Anzen semble avoir subi des pertes assez faibles. En outre, la révolte du corps des Khurramites est réprimée sans effusion de sang l'année suivante et les soldats sont réintégrés dans l'armée byzantine. La ville d'Ancyre est rapidement reconstruite et réoccupée, tout comme Amorium. Cependant, la cité ne retrouvera jamais sa gloire passée et la capitale du thème des Anatoliques est transférée à Polybotus,,. Après la mort du calife, l'Empire abbasside entre dans une longue période troubles internes et la bataille du Mauropotamos en 844 est le dernier engagement majeur entre les Byzantins et les Arabes jusqu'aux années 850.

### Un impact politico-religieux important

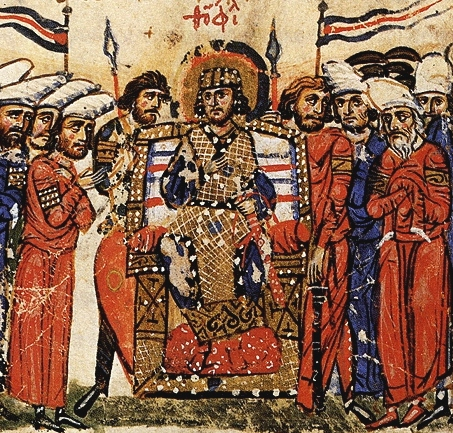
L'empereur Théophile (manuscrit Skylitzès). Son ascendant sur son peuple est amoindri par la destruction de la ville qui a vu naître sa dynastie.

Si l'impact militaire du sac d'Amorium est limité, il eut des conséquences importantes sur les équilibres politiques et religieux au sein de l'empire byzantin. Elle tient ainsi une place importante dans les représentations postérieures des Byzantins. Son caractère particulièrement spectaculaire pour les contemporains se manifeste par exemple par le lien – imaginaire – établi par les historiens byzantins entre la chute d'Amorium et la disparition prématurée de l'empereur, accablé de tristesse : peu après la chute de la ville, Théophile tombe malade, et bien qu'il s'en remette, sa santé reste dans un état précaire jusqu'à sa mort trois ans plus tard, alors qu'il n'a pas trente ans. La chute d'Amorium a inspiré plusieurs histoires et légendes et peut être retrouvée dans des œuvres littéraires comme le Chant d'Armouris ou la Ballade du château de la belle jeune fille. Quant aux Arabes, ils célèbrent la prise d'Amorium qui devient le sujet de la fameuse Ode à la conquête d'Amorium d'Abū Tammām.
Surtout, le résultat à plus long terme de la chute d'Amorium est religieux. L'iconoclasme est censé s'appuyer sur des victoires militaires pour montrer qu'il a les faveurs divines. Or, la défaite d'Amorium apparaît comme « un désastre humiliant qui défie les pires défaites de tout empereur iconophile ». Cette défaite est comparable à celle subie par Nicéphore Ier à Pliska. Comme Warren Treadgold l'écrit, « le résultat ne montre pas exactement que l'iconoclasme est une erreur mais il prive les iconoclastes de leur argument le plus persuasif envers les indécis, qui est que l'iconoclasme remporte des batailles ». Un peu plus d'un an après la mort de Théophile, le 11 mars 843, un synode restaure la vénération des icônes et l'iconoclasme est déclaré comme hérétique.